# 金子亮太郎
金子 亮太郎 （かねこ りょうたろう、1941年6月20日 - ）は、日本の実業家。明治生命と安田生命の合併を実現し、明治安田生命の初代社長や、生命保険協会会長を務めた。

## 来歴
鳥取県鳥取市出身。鳥取県立鳥取西高等学校を経て、1965年一橋大学経済学部卒業、明治生命保険入社。
1991年取締役首都圏業務部長、常務、1997年専務。
1998年明治生命保険社長就任。宮本三喜彦（安田生命社長）とともに、相互会社形式をとったまま安田生命と合併することを決定
2004年明治安田生命保険社長就任。
この間、2000年三菱東京フィナンシャル・グループ取締役。2001年生命保険協会会長。

## 人物
趣味は海外旅行。